# Andy Fickman
Andy Fickman est un réalisateur, producteur, et scénariste américain.

## Filmographie
- 2003 : Viens voir papa ! (Who's Your Daddy ?)
- 2006 : Reefer Madness
- 2006 : She's the Man, adaptation d'une comédie de Shakespeare.
- 2007 : Maxi papa (The Game Plan)
- 2009 : La Montagne ensorcelée (Race to Witch Mountain)
- 2010 : Encore toi ! (You Again)
- 2012 : Le Choc des générations (Parental Guidance)
- 2015 : Paul Blart 2 : Super Vigile à Las Vegas (Paul Blart: Mall Cop 2)
- 2019 : Chaud devant ! (Playing with Fire)
- 2023 : L'amour en double (en) (One True Loves)

## Théâtre
- 2013 : Heathers: The Musical, adaptation de Fatal Games en Off-Broadway
- 2018 : Heathers: The Musical, version à West End